# Tanjung Raman (Manna)
Tanjung Raman is een bestuurslaag in het regentschap Bengkulu Selatan van de provincie Bengkulu, Indonesië. Tanjung Raman telt 493 inwoners (volkstelling 2010).